# Acoustic (album Coldplay)
Acoustic – promocyjny minialbum grupy Coldplay wydany w 2000 roku przez wytwórnię Parlophone oraz dziennik The Independent on Sunday.

## Lista utworów
1. „Sparks” – 3:48
2. „Careful Where You Stand” – 4:44
3. „Yellow” (wersja akustyczna z programu Jo Whiley „Lunchtime Social”) – 4:17
4. „See You Soon” – 2:49
5. „Yellow” (wideo)